# 9881 Sampson
9881 Sampson eller 1994 SE är en asteroid i huvudbältet som upptäcktes den 25 september 1994 av den australiensiske astronomen Robert H. McNaught vid Siding Spring-observatoriet.  Den är uppkallad efter den brittiske astronomen Ralph Allan Sampson.